# 鮑源深
鲍源深（1811年—1884年），字邃川，号花潭，安徽和州（今和县）梁山镇人。清朝政治人物。

## 生平
鲍源深少年好学，于道光十七年（1837年）选拔贡，道光二十六年（1846年）中举人，次年联捷丁未科二甲第十二名进士。选庶吉士，散馆授编修。同治元年六月二十，调任廣西學政。，后历任国史馆协修、贵州学政、大理寺少卿、太常寺卿、大理寺卿、都察院左副都御史。同治年间先后历任五部侍郎。同治十年（1871年）任山西巡抚。
光绪元年（1875年），鲍源深辞职归里。光绪十年（1884年）病逝，享年73岁。

## 家族
鲍源深家族官宦辈出，祖父鲍本泰、父鲍东里、兄鲍源薰、鲍源煦均为官员。

## 著作
鲍源深善书法，工诗文。有《补竹轩诗文稿》等。